# Diecéze Pescia
Diecéze Pescia (latinsky Dioecesis Pisciensis) je římskokatolická diecéze v italské oblasti Toskánsko, která tvoří součást Církevní oblasti Toskánsko. Je sufragánní vůči arcidiecézi pisánské.

## Stručná historie
V Pescii zřídil v roce 1519 papež Lev X. proboštství nullius dioecesis, a tím jej vyčlenil z průvodní podřízenosti diecézi v Lucce. V roce 1727 papež Benedikt XIII. povýšil proboštství na biskupství bezprostředně podřízené Sv. Stolci. Roku 1856 se diecéze stala sufragánní vůči pisánské metropoli. Od 14. října 2023 je spojena in persona episcopi s diecézí pistojskou. 